# Doble pecat
Doble pecat (títol original en anglès, Too Late to Say Goodbye) és un telefilm de producció estatunidenca i canadenca del 2009 dirigida per Norma Bailey i protagonitzada per Rob Lowe i Lauren Holly. Es basa en el llibre homònim de crims reals del 2007 d'Ann Rule. S'ha doblat i subtitulat al català.
Després que l'esposa d'en Bart Corbin (Rob Lowe), la Jenn, mori a casa seva, la Heather (Lauren Holly), la germana de la Jenn, comença una campanya implacable per fer creure a la policia que en Bart l'havia assassinat.

## Repartiment
- Rob Lowe com a Bart Corbin
- Lauren Holly com a Heather
- Michelle Hurd com la detectiu Anne Roche
- Stefanie von Pfetten com a Jenn Corbin
- Marc Bendavid com a Sam Malveau
- Rosemary Dunsmore com a Narda Barber
- Art Hindle com a Max Barber
- Yannick Bisson com a Bobby Corbin

## Producció
La pel·lícula es va rodar a Ontario.

## Recepció
Sloan Freer de Radio Times va concedir a la pel·lícula dues estrelles de cinc.